# Функция на принадлежност
Функция на принадлежност (на английски: membership function) в размитите множества е обобщение на понятието за принадлежност на даден елемент към множество в класическата теория на множествата.
В класическата теория на множествата даден елемент или принадлежи, или не принадлежи към дадено множество, т.е. принадлежността му се оценява с 1 или 0, съответно, и за елемента не съществува трета възможност. В сила е Законът за изключеното трето, формулиран още от Аристотел. За сравнение, в теорията на размитите множества даден елемент принадлежи към дадена множество със степен, изчислена съгласно определена функция на принадлежност като число в интервала [0, 1], който е обобщение на множеството от двете стойности {0; 1}.
В размитата логика, функцията на принадлежност е разширение на характеристичната функция на Кантор и изразява степента на истинност на дадено твърдение с число в интервала [0, 1] за сравнение от класическата логика, където степените на истинност са само две: „лъжа“ и „истина“.
Функцията на принадлежност е въведена от Лотфи Заде заедно с дефиницията на размито множество в основополагащата му статия "Fuzzy sets" от 1965 година.

## Видове функции на принадлежност
В практиката са се наложили няколко характерни функции на принадлежност: монотонно растяща, монотонно намаляваща, триъгълна, трапецоидна.